# Kehl
Kehl (phát âm tiếng Đức: [keːl] ⓘ; Alemannic thấp: Kaal) là một thị trấn thuộc huyện Ortenaukreis, bang Baden-Württemberg, tây nam nước Đức. Nơi đây nằm bên bờ sông Rhine, đối diện thành phố Strasbourg của Pháp.